# Frederiksdal (Sandby Sogn)
 For alternative betydninger, se Frederiksdal. (Se også artikler, som begynder med Frederiksdal)
Frederiksdal er et gammelt gods, som nævnes første gang i 1305 og kaldt Grimsted. Navnet Frederiksdal er fra 1756. Godset ligger i Sandby Sogn, Lollands Nørre Herred, Maribo Amt, Ravnsborg Kommune. Hovedbygningen er opført i 1756 ved Georg Dietrich Tschierske og udvidet med sidefløj i 1914 ved H.C. Glahn. Hovedbygningen og den kinesiske tepavillon er fredet.
Frederiksdal Gods er på 505 hektar med Skovbøllegård og Ellemosegård, og producerer bl.a kirsebærvin.

## Ejere af Frederiksdal
- (1305-1505) Forskellige ejere
- (1505-1552) Niels Vincentsen Lunge Dyre
- (1552-1558) Anne Nielsdatter Dyre gift Steensen
- (1558-1575) Knud Steensen
- (1575-1580) Anne Nielsdatter Dyre gift Steensen
- (1580-1594) Hans Steensen
- (1594-1595) Anne Nielsdatter Dyre gift Steensen
- (1595-1657) Christopher Steensen
- (1657-1686) Hans Steensen
- (1686-1688) Ellen Urne gift Steensen
- (1688-1696) Johan Hieronimus Hofman
- (1696-1707) Luttemelle Peters gift Hofman
- (1707-1714) Joachim Brockdorff
- (1714-1732) Ditlev Brockdorff
- (1732-1744) Schack Brockdorff
- (1744-1747) Niels Siersted
- (1747-1750) Niels Siersteds dødsbo
- (1750-1752) Laurids Pedersen Smith
- (1752-1757) Ida Margrethe Reventlow gift Knuth
- (1757-1784) Christian Frederik Knuth
- (1784-1786) Heinrich von Bolten
- (1786) Joachim Barner Paasche / Søren Andersen Dons
- (1786-1797) Joachim Barner Paasche
- (1797-1828) Søren Andersen Dons
- (1828-1837) Rasmus Clausen
- (1837-1847) Carl Burchard
- (1847-1890) A. M. J. Nyholm
- (1890-1924) Daniel Frederik le Maire
- (1924-1953) Enke Fru Beate Johanne le Maire
- (1953-1957) Enke Fru Beate Johanne le Maires dødsbo
- (1957-1975) Niels Jonsen Krabbe
- (1975-2000) Jon Henrik Nielsen Krabbe
- (2000-) Harald Oluf Jonsen Krabbe

## Reference
1. ↑  Godsejer har 300 ton kirsebær i overskud TV2 Øst, 28. august 2022

## Ekstern henvisninger
- Frederiksdal Gods Arkiveret 29. september 2007 hos  Wayback Machine
- Frederiksdal (Lolland) - fra Dansk Center for Herregårdsforskning Arkiveret 11. februar 2017 hos  Wayback Machine